# آی‌ای‌آی هارپی
هارپی یک پهپاد سرگردان است که توسط صنایع هوافضای اسرائیل تولید شده‌است. هارپی از یک موتور وانکل سبک‌وزن UEL AR731 در عقب استفاده می‌کند. برای حمله به سیستم‌های راداری طراحی شده و برای سرکوب پدافند هوایی دشمن بهینه شده‌است. هارپی به چندین کشور خارجی از جمله کره جنوبی، ترکیه، هند و چین فروخته شده‌است.

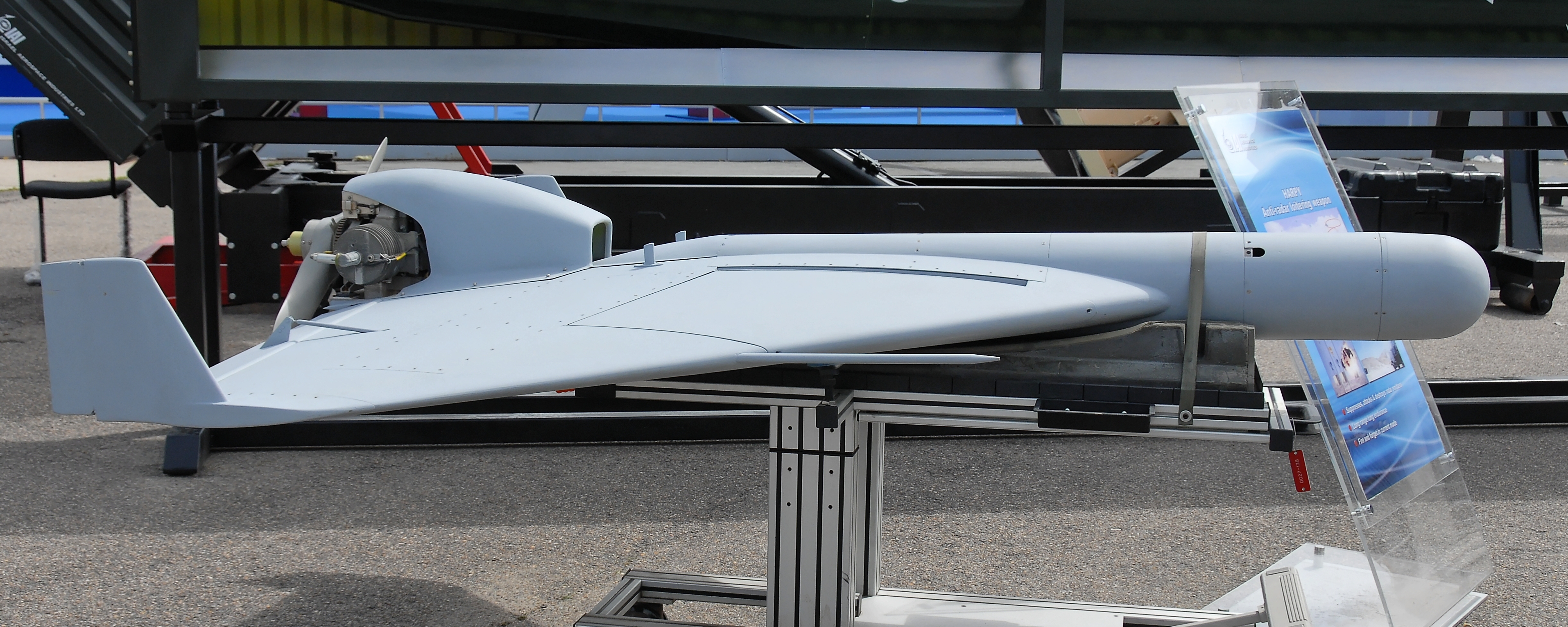
هارپی در ۲۰۰۷ نمایشگاه پاریس

## تاریخ
در اواخر دهه ۱۹۸۰، کنترون (امروزه دنل داینامیکس نام دارد) طرح‌های پهپاد سرگردان ARD-10 خود را به IAI فروخت. سپس IAI از این طرح‌ها برای توسعه هارپی استفاده کرد که برای اولین بار در سال ۱۹۸۹ آزمایش شد. این طرح‌ها در سال 2005-۲۰۰۴ به سازمان صنایع هوایی ایران فروخته شد و توسط صنایع هوانوردی شاهد برای توسعه پهپادهای شاهد ۱۳۱ و شاهد ۱۳۶ مورد استفاده قرار گرفت.
در سال ۲۰۰۴، هارپی کانون تلاش ایالات متحده برای محدود کردن انتقال تسلیحات و فروش فناوری پیشرفته نظامی به چین شد. این محموله که در سال ۱۹۹۴ به قیمت حدود ۵۵ میلیون دلار به چین فروخته شد، در سال ۲۰۰۴ تحت قراردادی برای ارتقاء به اسرائیل بازگردانده شد. ایالات متحده از ترس اینکه هارپی تهدیدی برای نیروهای تایوانی و آمریکایی در صورت جنگ با چین باشد، از اسرائیل خواست که آن را مصادره کند و قرارداد را باطل کند. به گفته اسرائیل، هارپی یک مهمات سرگردان بومی است و شامل هیچ قطعه آمریکایی نیست. در سال ۲۰۰۵، محموله بدون ارتقاء به چین بازگردانده شد.

## مشخصات فنی

### خصوصیات عمومی
طول: ۲٫۷ متر (۸ فوت ۱۰ اینچ)
طول بالها: ۲٫۱ متر (۶ فوت ۱۱ اینچ)
وزن ناخالص: ۱۳۵ کیلوگرم (۲۹۸ پوند)

#### موتور
وانکل UEL AR731 (۳۸ اسب بخار یا ۲۸ کیلووات) از شرکت یو ای وی انجینز انگلیس. دارای بالاترین نسبت قدرت به وزن در بین موتورهای جهان است. به‌طور خاص طراحی و توسعه یافته‌است تا در پهپادهای کوچک با طول عمر استفاده شود.
ظرفیت محفظه ۲۰۸ سی سی
قدرت خروجی ۳۸ اسب بخار در ۷۸۰۰ دور در دقیقه
وزن ۲۱٫۷ پوند (۹٫۹ کیلوگرم)
سیستم جرقه زنی مگنتو

### کارایی
حداکثر سرعت: ۱۸۵ کیلومتر در ساعت (۱۱۵ مایل در ساعت)
برد: ۶۰۰ کیلومتر (۳۷۰ مایل، ۳۲۰ مایل دریایی)

### تسلیحات
۱ × ۳۲ کیلوگرم (۷۰ پوند) کلاهک انفجاری قوی

## مشخصات فنی مینی هارپی

### خصوصیات عمومی
طول: ۲٫۵ متر (۸ فوت ۲ اینچ)
طول بالها: ۲٫۹ متر (۹ فوت ۶ اینچ)
وزن ناخالص: ۴۱ کیلوگرم (۹۰ پوند)
سرعت گشت زنی: 55-85 kn (102-157 km/h؛ 63-98 mph)
ارتفاع عملیاتی: ۳۰۴–۱۵۲۴ متر (۹۹۷–۵۰۰۰ فوت)

### کارایی
حداکثر سرعت: ۳۷۰ کیلومتر در ساعت (۲۳۰ مایل در ساعت)
برد: ۲۰۰ کیلومتر (۱۲۰ مایل)
ماندگاری: ۲ ساعت

### تسلیحات
کلاهک: تا ۱۷ پوند (۷٫۷ کیلوگرم)
CEP: <1 متر (۳ فوت ۳ اینچ)
قابلیت هدفیابی دوگانه - استفاده از حسگر رادیویی و حسگر الکترواپتیکال برای یافتن هدف

## استفاده‌کنندگان

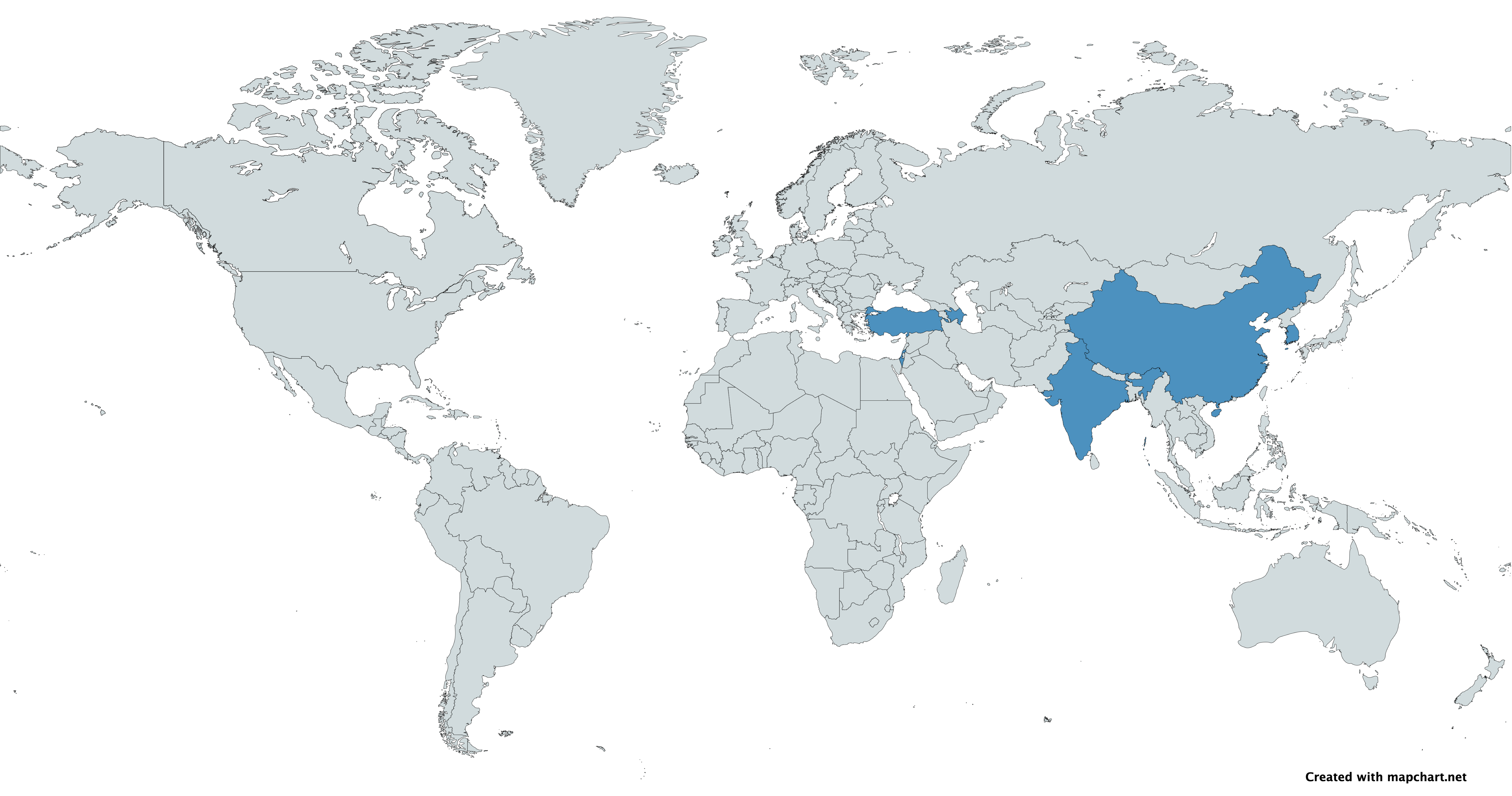
کشور‌های استفاده‌کننده از این پهپاد به رنگ آبی

- جمهوری آذربایجان
- چین
- هند
- اسرائیل
- کره جنوبی
- ترکیه